# Черкашина Оксана Леонідівна
Оксана Черкашина (7 травня, 1988, Харків, Україна) — українська акторка театру та кіно. Дворазова лауреатка премії «Кіноколо»: у 2020 роцза роль в фільмі Наталі Ворожбит «Погані дороги», прем‘єра якого відбулася на Венеційському фестивалі, в секції Film Critics Week, а у 2022 році – за головну роль у стрічці Марини Ер Горбач «Клондайк».  Як театральна акторка працює в київському театрі на Лівому березі Дніпра, а також як запрошена акторка в театрі Повшехний та TR Warszawa в Варшаві. У 2019 році виграла найголовніші театральні нагороди в Польщі, зокрема  другий приз за Кращу жіночу роль фестивалю Божественна Комедія в Кракові та Головну акторську нагороду Всепольського конкурсу сучасного мистецтва Також увійшла в список 50 найсміливіших жінок в Польщі, разом з Агнєшкою Голланд та Ольгою Токарчук, за версією видання «Wysokie obcasy».

## Життєпис
Акторка народилася в м. Харкові в родині інженерів[джерело не вказане 1672 дні]. У 2005 році закінчила СЗШ № 17 з поглибленим вивченням англійської мови, а також музичну школу № 6 ім. М. Лисенка по класу фортепіано[джерело не вказане 1672 дні]. В юнацтві Оксана була акторкою дитячого театру «Каламбур»[джерело не вказане 1672 дні]., де відбувся її перший вихід на сцену в ролі імператриці Катерини II в «Вечорах на хуторі близько Диканьки» М. В. Гоголя[джерело не вказане 1672 дні]..
В 2010 році[джерело не вказане 1672 дні]., одразу після закінчення навчання в Харківському національному університеті мистецтв імені Івана Котляревського (спеціальність акторка драматичного театру та кіно, магістр, курс народного артиста України Юрія Головіна), Оксана була запрошена в трупу Харківського державного драматичного театру ім. Т. Г. Шевченка[джерело не вказане 1672 дні].
З 2013 року — акторка популярного харківського театру «Прекрасні квіти», а також учасниця багатьох європейських театральних резиденцій та копродукції в Польщі, Німеччині, Італії, Греції та Росії, як перформерка та режисерка.[джерело не вказане 1672 дні]
З 2014 року — тренерка, режисерка і лекторка в школі акторської майстерності «Тісто».
В 2016 році Оксана взяла участь у польсько-українському проєкті «Мапи страху. Мапи ідентичності», кураторка Йоанна Віховська. Після цього, переломного на думку Оксани, проекту, впродовж декількох років вона стала учасницею численних незалежних проектів в співпраці з Польським Театральним Інститутом в Варшаві, Ґете-інститутом в Україні, USAID, British Council та УКФ. Серед них такі відомі вистави, як «Мій дід копав, мій батько копав, а я не буду», реж. Роза Саркісян та Агнєшка Блонська, «ДПЮ» та «Ресторан Україна», драматург Дмитро Левицький, «Психоз 4.48», реж. Роза Саркісян.
В 2019 році Оксана переїжджає в Київ і стає акторкою Київського академічного театру драми та комедії на Лівому березі Дніпра.
З 2018—2019р.р запрошена акторка в театрі ім. Ванди Сємашкової (Ряшів), вистава «Левів не віддамо»а також запрошена акторка в театрі Повшехни (Teatr Powszechny), Варшава.

## Фільмографія
| Рік  | Назва                                          | Режисер                               | Роль    | Країна                   |
| ---- | ---------------------------------------------- | ------------------------------------- | ------- | ------------------------ |
| 2015 | Девахан                                        | Алеся Білецька                        | Жінка   | Україна                  |
| 2016 | Марія Магдалена                                | Ігор Чекачков                         | Марія   | Україна                  |
| 2020 | Погані дороги                                  | Наталя Ворожбит                       | Медичка | Україна                  |
| 2021 | Синдром Гамлета                                | Ельвіра Невера та Пйотр Россоловський | Оксана  | Німеччина-Польща-Україна |
| 2021 | Приборкання норовливої (Poskromienie zlosnicy) | Катажина Шингєра                      | Соломія | Польща                   |
| 2022 | Клондайк                                       | Марина Ер Горбач                      | Іра     | Україна, Туреччина       |
| 2025 | Гидка сестра                                   | Емілі Бліхфельдт                      | Кухар   | Норвегія                 |

## Вистави
Харківський академічний український драматичний театр імені Тараса Шевченка[джерело не вказане 1672 дні]
- 2010 «Бука», за мотивами «Бурлака» Іван Карпенко-Карого, реж. Олександр Ковшун, роль Дівчина
- 2010 «Віолончель» Є.Шинкаренко, реж. Степан Пасічник, роль Служниця
- 2010 « Кирпатий Мефістофель», реж. Степан Пасічник, Соня
- 2011 «Повернення» за мотивами оповідань В. Набокова, реж. О. Ковшун, роль Дружина Чорба
- 2011 «Оркестр» Жан Ануй, реж Олег Русов, роль Сюзанна Делісіас
- 2011 «Сон в літню ніч» В. Шекспір, реж Андрій Бакіров, роль Фея
- 2011 «Веселі Пригоди Піфа», Барбара Чижова, реж О. Ковшун, тітонька Агата
- 2011 «Білосніжна і сім гномів», Шарлота Перо, реж О. Русов, роль Білосніжка
- 2011 «Украдене щастя» Іван Франко, реж. І. Борис
- 2012 Мина Мазайло М Куліш реж Олександр Біляцький, роль Рина
- 2012 Вітри Березоля, автор і режисер Степан Пасічник
- 2012 «Шельменко-Денщик», Г.Квітка-Основ'ненко, Василь Василько, роль Гостя (прем'єра 1942 рік 4 березня) вистава-раритет/реконструкція
- 2012 Акторська гримерка Куніо Сімідзу, реж. Оксана Стеценко, Акторка Д
- 2013 «Кіт у чоботях Шарлота Перо», реж О. Русов, Принцесса
- 2013 «З тобою і без тебе», за п'єсою Дівчатник на кладовищі, Айвен Менделєєву, реж О. Русов, роль Вдова
- 2013 «Лев Гурич Синичка або Бенефіс Дебютантки», реж О. Аркадін-Школьник, балет
- 2013 «Безіменна зірка», Михай Себастиан, реж. О. Стеценко, роль Мона.

Театр Прекрасні квіти [джерело не вказане 1672 дні]
- 2014 « Червоний», колективна режисура, акторка і авторка вистави
- 2014 «Стіна», театралізований перформанс, колективна режисура, акторка і авторка вистави
- 2014 «На заході», театралізований перформанс, колективна режисура, акторка і авторка вистави
- 2015 «Дракула», реж Артем Вусик, роль Люсі
- 2016 «Секс2005», колективна режисура, акторка і авторка вистави
- 2016 «Секретні коди», вистава-концерт, реж. Катерина Леонова
- 2016 «365», вистава створена в співпраці з Харківський Національним театром Опери та Балету ім. Лисенка, реж. Армен Калоян, Артем Вусик, Ігор Ключник

Незалежні театральні проєкти
- 2016 «Мій дід копав, мій батько копав, а я не буду», польсько-українська копродукція, реалізована в рамах проекту «Мапи страху-мапи ідентичності», реж. Роза Саркісян, Аґнєшка Блонська[37][38]
- 2017 «ДПЮ» вистава створена в співпраці ГО Лінія Згоди і театру Прекрасні Квіти, за фінансовою підтримкою USAID, авторка концепту, акторка, колективна режисура, драматург Дмитро Левицький, кураторки Ольга Ладія-Щербакова, Наталія Пальчик[39]
- 2017 «Ресторан Україна», колективна режисура, акторка, драматург Дмитро Левицький, вистава створена в рамках проекту «Beshtechen», за фінансової підтримки Гете-Інституту в Україні
- 2018 «Психоз 4.48», Сара Кейн, реж Роза Саркісян, вистава-переможець конкурсу британської драми в Україні « Taking the stage», театр Актор, Київ[40][41][42][43]

Київський академічний театр драми і комедії на лівому березі Дніпра
- 2019 Погані дороги, Наталя Ворожбит, реж Тамара Трунова, Театр на Лівому березі Дніпра, Київ[44][45][46][47]
- 2019 «Гарантія два роки», реж. Тамара Трунова, Театр на Лівому березі Дніпра[48][49]
- 2020 «Vino», реж. Євген Корняк, Театр на Лівому березі Дніпра[50]

Міжнародна співпраця
- 2018 « Lwòw nie oddamy», театр ім Ванди Семашкової в Ряшеві, реж. Катажина Шингера, роль Справжня українка[51]
- 2014 «Wygrajmy Pokoj», театр Брама, Голеньов, реж Даніель Яцевіч[джерело не вказане 1672 дні]
- 2013 «Метаморфози» Овідій, Astragali Teatro, Teatro tsi Zachinthos, Італія і Греція, реж. Фабіо Толлєді[джерело не вказане 1672 дні]
- 2016 «Canto del ombré» реж Дмитро Мєлкін, Москва, вистава, реалізована в рамках 10 Міжнародної літньої театральної школи, союзу театральних діячів РФ.[джерело не вказане 1672 дні]
- 2019 «Diabły», Театр Повшехни, Варшава[52][53][54]
- 2020 «H-Effect», за підтримки УКФ, міжнародна співпраця Польща-Німеччина-Україна, реж. Роза Саркісян [джерело не вказане 1672 дні]

Інші проєкти (пластичні, танцювальні, поетичні) вистави [джерело не вказане 1672 дні]
- 2014 «Вона. Війна» реж Олег Драч, центр сучасного мистецтва ім Леся Курбаса, Київ
- 2013 «Сестри» автор і режисерка Інна Міщенко, незалежний театр Апарте, Харків
- 2012 Загублені у вулицях, вистава за текстами С Жадана, реж. І. Кобзар, театр-студія Вінора
- 2011 Наш Кобзар вистава за текстами Т. Шевченка, реж. І. Кобзар, театр-студія Вінора
- 2015 UNION, хореографічна вистава, хор. Юлія Чурсіна

## Нагороди та номінації
| Нагорода                                                       | Рік  | Категорія                    | Робота        | Результат |
| -------------------------------------------------------------- | ---- | ---------------------------- | ------------- | --------- |
| Національна кінопремії «Золота дзиґа»                          | 2021 | Найкраща жіноча роль         | Погані дороги | Номінація |
| Національна кінопремії «Золота дзиґа»                          | 2023 | Найкраща жіноча роль         | Клондайк      | Перемога  |
| Національна премія кінокритиків «Кіноколо»                     | 2020 | Найкраща акторка             | Погані дороги | Перемога  |
| Національна премія кінокритиків «Кіноколо»                     | 2022 | Найкраща акторка             | Клондайк      | Перемога  |
| Фестиваль південно-східного європейського кіно в Лос-Анджелесі | 2022 | Видатні акторські досягнення | Клондайк      | Перемога  |